# Пенн, Уильям (перетягиватель каната)
Уильям Пенн (англ. William Penn, 15 марта 1883, Данвилл, Виргиния — 2 июля 1943, Прескотт, Аризона) — американский перетягиватель каната. Участник летних Олимпийских игр 1920 года.

## Биография
Уильям Пенн родился 15 марта 1883 года в американском городе Данвилл в Виргинии.
В 1920 году вошёл в состав сборной США по перетягиванию каната на летних Олимпийских играх в Антверпене, занявшей 4-е место. Вместе с другими членами команды Карлом Бросиусом, Стивеном Филдсом, Сильвестром Гранроузом, Ллойдом Келси, Джозефом Кшичевски, Джозефом Рондом и Джозефом Уинстоном представлял американскую армию. Участвовал во всех четырёх матчах против Великобритании (0:2), Италии (2:0) и Бельгии (0:2, 0:2). Наряду с партнёром по команде Джозефом Уинстоном был одним из первых чернокожих спортсменов в олимпийской сборной США на Играх 1920 года.
Ко времени участия в Олимпиаде служил в американской армии, был сержантом роты 25-го пехотного полка, расквартированного в лагере в округе Санта-Круз в Аризоне.
Умер 2 июля 1943 года в городе Прескотт в Аризоне.